# Штро

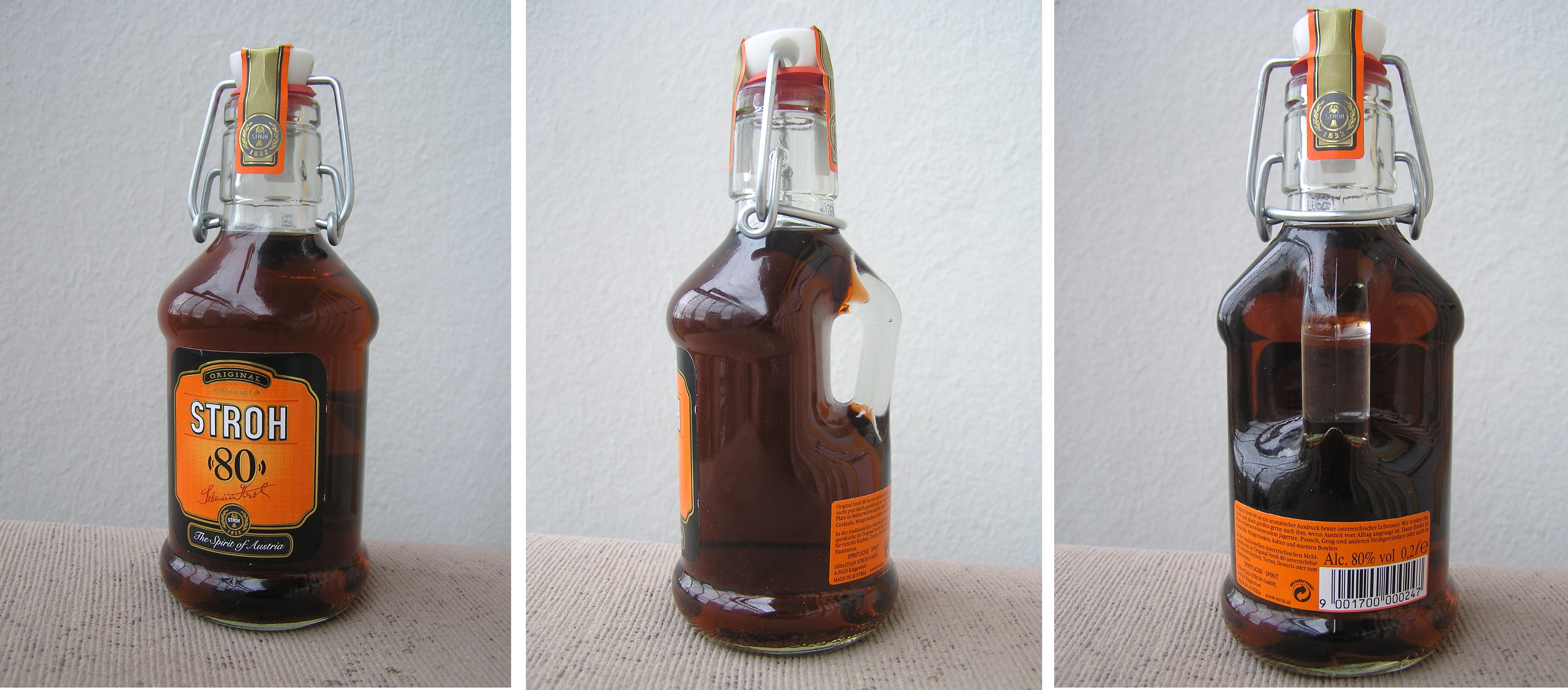
Stroh 80 в бутылке ёмкостью 0,2 л
(6,8 американской унции;
7,0 английской унции)

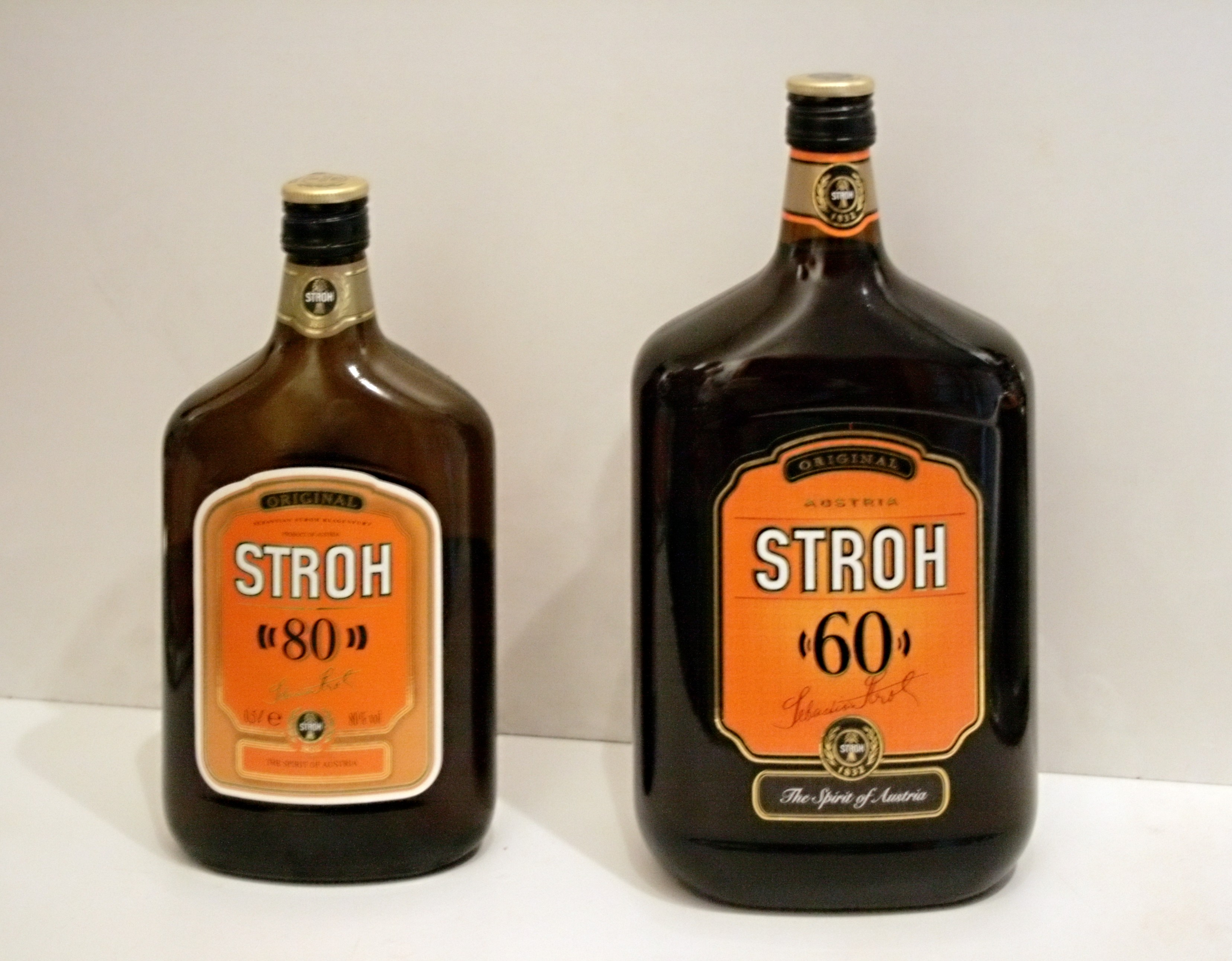
Stroh 80 и Stroh 60

Штро (нем. «Stroh») — крепкий алкогольный напиток на основе рома из Австрии. Доступен в пяти вариантах: Stroh 38, Stroh 40, Stroh 54, Stroh 60 и Stroh 80. Число показывает долю алкоголя в напитке.
Считается, что торговая марка Stroh появилась в 1832 году в Клагенфурте и получила название в честь основателя и владельца винокурни Баштияна Штро. Напиток был награждён золотой медалью на Всемирной выставке 1900 года в Париже. Сегодня Штро доступен более чем в 40 странах. Из-за своей крепости не используется как чистый напиток, а применяется как ингредиент алкогольных коктейлей, например: охотничий чай, пунш и пылающий коктейль B-52 (вместо кофейного ликёра или куантро). Штро — также важный компонент для пирогов и печенья в австрийской кухне.
Поскольку у Австро-Венгрии не было никакого доступа к колониям в тропических областях, а импорт был затруднён, предприятие заменило аромат патоки сахарного тростника дистиллятом сахарной свёклы со смесью пряностей и красок, добавленных к спиртовой основе, — отечественным ромом (нем. Inländer-Rum) — продуктом импортозамещения, который со временем стал особым напитком с ароматом ири́са и ванили. Сегодня австрийский ром, как и любой другой ром, производится из побочных продуктов сахарного тростника согласно инструкциям ЕС, а типичный аромат отечественного рома ему придают традиционными экстрактами. Производство никак не стандартизировано «Codex Alimentarius Austriacus».